# Бучане
Бучане код локалног становништва је уобичајен назив Бућане (алб. Buçan) је насељено место у општини Пећ, на Косову и Метохији. Према попису становништва из 2011. у насељу је живело 677 становника.

## Положај
Атар насеља се налази на територији катастарске општине Бучане површине 176 ha.

## Историја
Село се први пут помиње у турском попису из 1485. године. Тада је било подељено на Горње и Доње Бучане, и укупно је имало више од 50 српских домаћинстава. Године 1806. четрнаест српских породица из сеоског братства Стојковића је прешло у ислам, а остали братственици су се у три партије иселили у Србију, Црну Гору и Захаћ код Пећи. У селу постоји старо гробље са више од 50 споменика и остаци црквишта.

## Становништво
Према попису из 2011. године, Бучане има следећи етнички састав становништва:
| Националност | 2011.        |
| Албанци      | 677 (100,0%) |
| Укупно       | 677          |

| Демографија | Демографија | Демографија |
| Година      | Становника  | Становника  |
| ----------- | ----------- | ----------- |
| 1948.       | 315         |             |
| 1953.       | 318         |             |
| 1961.       | 345         |             |
| 1971.       | 418         |             |
| 1981.       | 595         |             |
| 1991.       | 694         |             |
| 2011.       | 677         |             |